# Namibischer Befreiungskampf
Als Namibischer Befreiungskampf, auch Namibischer Unabhängigkeitskampf (englisch Namibian liberation struggle/war), wird der Guerillakrieg zur Erlangung der Unabhängigkeit Südwestafrikas, des heutigen Namibia, von Südafrika bezeichnet. In diesem Krieg kämpfte zwischen 1960 und 1989 die „People’s Liberation Army of Namibia“ (PLAN), als militärischer Zweig der SWAPO gegen die südafrikanische Besatzungsmacht.

## Vorbedingungen und Hintergrund
Namibia war von 1884 bis 1915 als Deutsch-Südwestafrika deutsche Kolonie, wurde von 1915 bis 1919 von Großbritannien und Südafrika informell verwaltet, stand zwischen 1919 und 1946 als Mandatsgebiet des Völkerbundes South West Africa unter Verwaltung der Südafrikanischen Union, wurde 1946 Treuhandgebiet der UNO und stand schließlich de jure seit 1966 unter eigener Verwaltung. Südafrika akzeptierte dies nicht und behandelte SWA/Namibia als 5. Provinz Südafrikas.

## Handlungsfelder des Dekolonisationsprozesses

### Aktivitäten mit den Vereinten Nationen
Wiederholt hatten mehrere politische Führer namibischer Bevölkerungsgruppen die Praxis der Mandatsausübung von Südafrika bei den Vereinten Nationen (UN) intensiv beanstandet. Sie bedienten sich dabei des Mittels von Petitionen, worin sie die UN aufforderten, gegen diese Verhältnisse zu intervenieren. Zu den bekanntesten Personen bei diesen Aktivitäten gehörten der Ovamboanführer Andimba Toivo ya Toivo, der Herero-Chief Hosea Kutako sowie weitere Anführer aus den Damara, Nama und Rehoboth Baster.
Die UN-Generalversammlung erkannte 1976 die SWAPO als die „alleinige und authentische Vertretung des namibischen Volkes“ an. Dieses Ziel hatte die SWAPO 1969 seit dem Consultative Congress in Tanga programmatisch festgelegt und damit ihren Anspruch auf die Führung des Befreiungskampfes zur Unabhängigkeit Namibias manifestiert.
Im September 1976 eröffnete mit maßgeblicher Unterstützung der Vereinten Nationen in Lusaka das Institute for Namibia. Das Ziel dieser Einrichtung bestand in der Ausbildung junger, aus SWA/Namibia geflohener Afrikaner, um sie zu befähigen, in einem späteren unabhängigen Namibia Funktionen in der öffentlichen Verwaltung übernehmen zu können. Die erste Studentengruppe zählte über 100 Personen. Der Ausbildungsgang war für zwei Jahre konzipiert.
Am 5. August 1978 traf der UN-Diplomat Martti Ahtisaari zusammen mit einer Gruppe aus 48 UN-Spezialisten in SWA/Namibia ein. Er führte Gespräche mit dem Administrator-General Justice Steyn sowie mit Vertretern aller größeren politischen Gruppierungen und Kirchen des Landes. Die dabei gewonnenen Informationen dienten dem weiteren planvollen Vorgehen der Vereinten Nationen. Insbesondere bildete der Bericht an den UN-Generalsekretär Kurt Waldheim über diese Mission die konzeptionelle Grundlage einer künftigen UN Transition Assistance Group (UNTAG), die einen friedvollen Übergang zur Unabhängigkeit gewährleisten solle. Die Gruppe unter Ahtisaari verließ am 22. August bereits wieder das Land.
Mit der Resolution 435 des UN-Sicherheitsrates rief die UNO 1978 zum Rückzug der völkerrechtswidrigen Verwaltung Südafrikas in Namibia auf.
Der bewaffnete Widerstand gegen das Besatzungsregime stand in engem Zusammenhang mit dem Südafrikanischen Grenzkrieg zwischen 1966 und 1989, in dem Südafrika, die União Nacional para a Independência Total de Angola (UNITA) sowie die Regierung Angolas mit ihrem Verbündeten Kuba sowie die SWAPO involviert waren.

### Militärische Handlungsebene
Die People’s Liberation Army of Namibia (PLAN) (ehemals „South West African Liberation Army“) war der militärische Zweig der SWAPO.
Die PLAN begann ihre ersten Angriffe gegen das südafrikanische Militär am 26. August 1966 bei Omugulugwombashe. Später erfolgten Angriffe vor allem von ihren Basen in Sambia und Angola. Nach der Unabhängigkeit wurden die Kämpfer in die Namibian Defence Force integriert.
Zu den Angehörigen der PLAN zählten:
- Hage Geingob
- Richard Kamwi
- Sam Nujoma
- Ben Ulenga

### Attentate
In meist nördlichen Landesteilen kollidierten die politischen Interessen verschiedener Lager unversöhnlich miteinander. Dabei kam es zu Attentaten auf führende Politiker indigener Gruppen, die für ihre Neigung zur Zusammenarbeit mit der südafrikanischen Besatzungsmacht bekannt waren.
Der Chief Minister des Homelands Owambo Filemon Elifas kam in der Folge eines Attentats am 16. August 1975 ums Leben. Er wurde bei Onamagongwa unweit von Ondangwa angegriffen. Sein Tod löste bei Damaragruppen in Katutura öffentliche Jubelaktionen aus; „Elifas bekam, was er verdiente“, riefen Demonstranten.
Im Februar 1978 fiel Toivo Shiyagaya, der Gesundheitsminister des Homelands Ovambo, während einer Demonstration der DTA of Namibia einem Attentat zum Opfer. Etwa vier Wochen später traf es Clemens Kapuuo, einem Mitbegründer der DTA und Präsident der NUDO. Er wurde durch Gewehrschüsse hinter seinem Kaufmannsgeschäft im Township Katutura getötet. Im April 1978 verschleppten SWAPO-Guerillas 86 reisende Schwarze aus einem Bus bei Ruacana über die nahe angolanische Grenze. Die Entführung stand im Zusammenhang mit gewaltsamen Konflikten in Katutura zwischen Ovambo (SWAPO-Sympathisanten) und Herero (NUDO-Sympathisanten). In diesem Township war es wegen influx-control-Maßnahmen (Zugangskontrolle in regionalen Arbeitsmärkten Südafrikas zur Zeit der Apartheid) in Windhoek zu einer illegalen Überbevölkerung in einer Massenunterkunft gekommen.

## Ausgang und Folgen
Die Bestrebungen zur Unabhängigkeit des Landes wurden mit den ersten allgemeinen und gleichen Parlamentswahlen im November 1989 (vorher waren nur die Weißen wahlberechtigt gewesen) und der Unabhängigkeit Namibias am 21. März 1990 beendet.
Die Enklave Walvis Bay, die historisch nicht zu Südwestafrika gehört hatte, wurde als letzter Schritt 1994 an Namibia übergeben.

### Gedenken

Heldenacker in Windhoek

Der 26. August ist als Heldentag ein gesetzlicher Feiertag in Namibia. Der Cassinga-Tag, ebenfalls ein gesetzlicher Feiertag, erinnert an den Angriff auf Cassinga von 1978.
Weiterhin wurden verschiedene Denkmäler landesweit zur Erinnerung an den Freiheitskampf errichtet. Hierzu zählen unter anderem der Heldenacker bei Windhoek sowie der Eenhana-Schrein in Nordnamibia.
Der Text der namibischen Nationalhymne behandelt ebenfalls den Freiheitskampf.
Zur Unterstützung der Kriegsveteranen wurde 2006 das Ministerium für Veteranenangelegenheiten gegründet, das seit März 2015 dem Vize-Staatspräsidenten Namibias unterstand und seit 2020 Teil des Verteidigungsministeriums ist.

## Filme
- Namibia – Der Kampf um die Freiheit, USA/Namibia, Regie: Charles Burnett, 2007 (Originalversion: „Namibia the struggle for Liberation“)